# DySPAN
DySPAN(Dynamic Spectrum Access Networks) 표준 위원회는 전기 전자 기술자 협회(IEEE)의 후원을 받는 표준 위원회이다. 이전의 IEEE P1900 표준위원회에서 파생되었으며, 공식 명칭은 표준 조정 위원회(Standards Coordinating Committee 41, SCC41)이다. 이 조적은 라디오와 스펙트럼 관리를 위한 표준을 개발한다.

## 같이 보기
- IEEE 802.22
- 소프트웨어 정의 라디오
- 인지 무선